# Скотсблафф (Небраска)

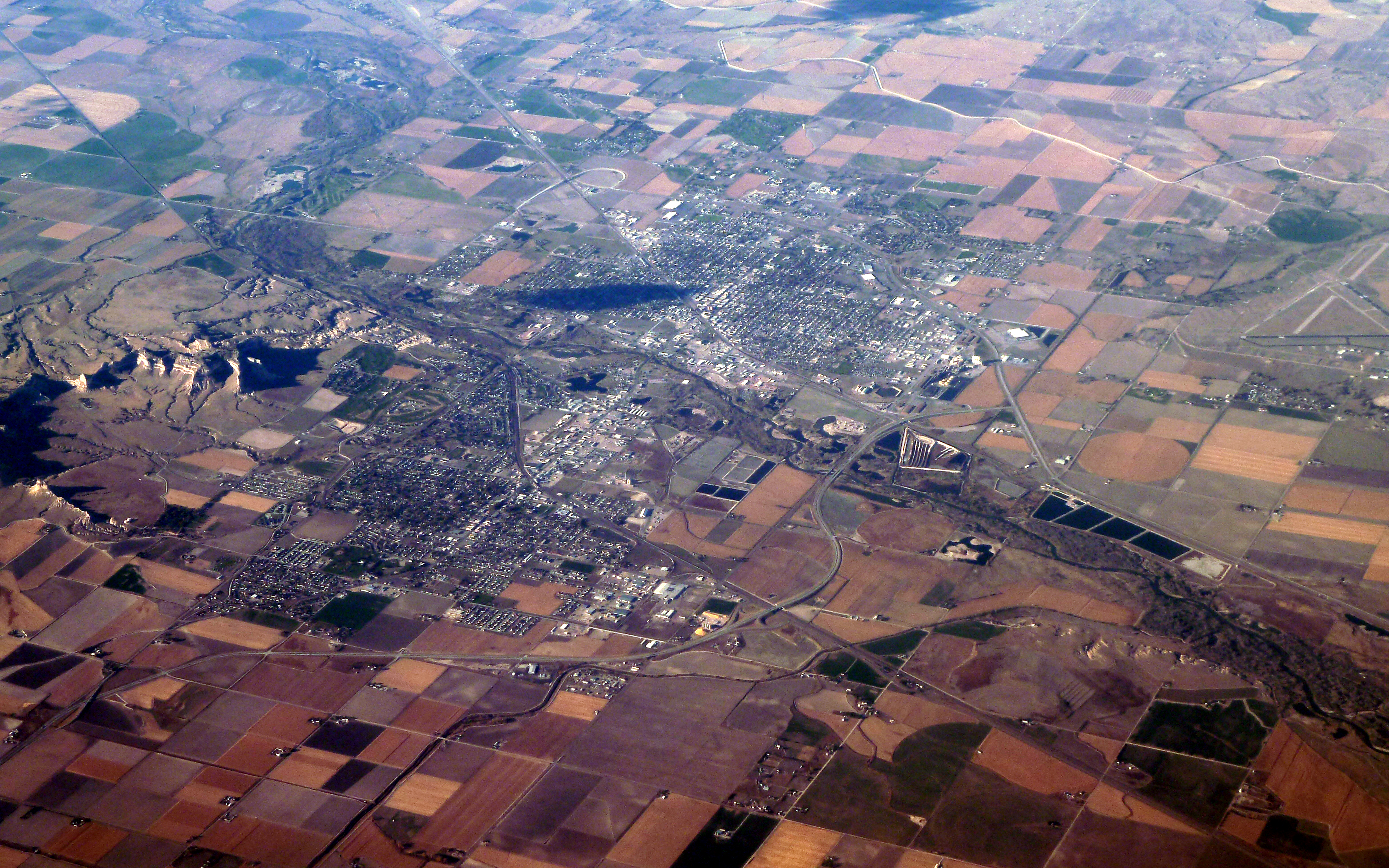
Аэрофотоснимок города

Скотсблафф (англ. Scottsbluff) — город, расположенный в округе Скотс-Блафф (штат Небраска, США) с населением в 15 039 человек по статистическим данным переписи 2010 года.

## География
По данным Бюро переписи населения США город Скотсблафф имеет общую площадь в 15,28 квадратных километров, значимых водных ресурсов в черте населённого пункта не имеется.
Город Скотсблафф расположен на высоте 1186 метров над уровнем моря. Это крупнейший по населению город Небраскинского выступа.

## Демография
| Год переписи                    | Нас.  |  | %±     |
| ------------------------------- | ----- |  | ------ |
| 1910                            | 1746  |  | —      |
| 1920                            | 6912  |  | 295,9% |
| 1930                            | 8465  |  | 22,5%  |
| 1940                            | 12057 |  | 42,4%  |
| 1950                            | 12858 |  | 6,6%   |
| 1960                            | 13377 |  | 4%     |
| 1970                            | 14507 |  | 8,4%   |
| 1980                            | 14156 |  | −2,4%  |
| 1990                            | 13711 |  | −3,1%  |
| 2000                            | 14732 |  | 7,4%   |
| 2010                            | 15039 |  | 2,1%   |
| 1910–2010 U.S. Decennial Census |       |  |        |

По данным переписи населения 2000 года в Скотсблаффе проживало 14 732 человек, 3841 семья, насчитывалось 6088 домашних хозяйств и 6559 жилых домов. Средняя плотность населения составляла около 967 человек на один квадратный километр. Расовый состав Скотсблаффа по данным переписи распределился следующим образом: 81,88 % белых, 0,44 % — чёрных или афроамериканцев, 3,20 % — коренных американцев, 0,75 % — азиатов, 0,04 % — выходцев с тихоокеанских островов, 2,10 % — представителей смешанных рас, 11,60 % — других народностей. Испаноговорящие составили 23,59 % от всех жителей города.
Из 6088 домашних хозяйств в 30,6 % — воспитывали детей в возрасте до 18 лет, 46,7 % представляли собой совместно проживающие супружеские пары, в 12,9 % семей женщины проживали без мужей, 36,9 % не имели семей. 32,4 % от общего числа семей на момент переписи жили самостоятельно, при этом 14,7 % составили одинокие пожилые люди в возрасте 65 лет и старше. Средний размер домашнего хозяйства составил 2,36 человек, а средний размер семьи — 2,99 человек.
Население города по возрастному диапазону по данным переписи 2000 года распределилось следующим образом: 26,5 % — жители младше 18 лет, 9,8 % — между 18 и 24 годами, 25,2 % — от 25 до 44 лет, 20,7 % — от 45 до 64 лет и 17,8 % — в возрасте 65 лет и старше. Средний возраст жителей составил 36 лет. На каждые 100 женщин в Скотсблаффе приходилось 87,0 мужчин, при этом на каждые сто женщин 18 лет и старше приходилось 82,1 мужчин также старше 18 лет.
Средний доход на одно домашнее хозяйство в городе составил 29 938 долларов США, а средний доход на одну семью — 37 778 долларов. При этом мужчины имели средний доход в 30 307 долларов США в год против 20 854 доллара среднегодового дохода у женщин. Доход на душу населения в городе составил 17 065 долларов в год. 14,5 % от всего числа семей в округе и 18,3 % от всей численности населения находилось на момент переписи населения за чертой бедности, при этом 28,5 % из них были моложе 18 лет и 10 % — в возрасте 65 лет и старше.